# Carl Gustaf Wrangel
Carl Gustaf Wrangel, conte di Salmis (Castello di Skokloster, 23 dicembre 1613 – Rügen, 5 luglio 1676), è stato un nobile e generale svedese durante la Guerra dei trent'anni e la Seconda guerra del nord.
Egli nacque nel castello di Skokloster dalla baronessa Margareta Grip av Vinäs e da Herman Wrangel, e discendeva per via paterna dalla famiglia Wrangel, di origine baltico-tedesca, che aveva rami in Svezia, Russia e Germania.

## Biografia
Cresciuto, Carl Gustaf scelse di arruolarsi nell'esercito svedese, e all'età di vent'anni si distinse nel ruolo di capitano di cavalleria durante la Guerra dei trent'anni; tre anni dopo fu promosso a colonnello, e nel 1638 a maggiore-generale. Nel 1644 comandò una flotta durante la Guerra di Torstenson contro la Danimarca, riuscendo a sconfiggere gli avversari a Fehmarn il 23 ottobre.
Nel 1646 tornò in Germania, con il grado di feldmaresciallo, e successe come comandante in capo delle forze svedesi a Lennart Torstenson, costretto ad abbandonare l'incarico per motivi di salute. Con questo ruolo condusse le ultime campagne della guerra, durante le quali, collaborando con le forze francesi del Visconte di Turenne, combatté in Baviera e nel Württemberg. La regina Cristina di Svezia, per i suoi meriti, lo nominò conte di Salmi e Suistamo, in Carelia; in seguito fu anche barone di Lindeberg, nella provincia svedese di Halland.
Allo scoppio della Seconda guerra del nord, nel 1655, fu inizialmente posto al comando di una flotta, ma nel 1656 fu nuovamente messo al comando di un esercito, e insieme al re di Svezia Carlo X e al Grande Elettore Federico I Guglielmo di Brandeburgo partecipò alla Battaglia di Varsavia (1656), durata tre giorni. Nel 1657 invase lo Jutland e l'anno successivo attraversò gli stretti gelati e conquistò la fortezza di Kronborg; lo stesso anno venne nominato Grande Ammiraglio di Svezia. Partecipò inoltre alla guerra contro la città tedesca di Brema del 1666, ma non riuscì a conquistarla, e il 15 novembre fu costretto a firmare la pace di Habenhausen, che metteva fine al conflitto.
Nel 1664 fu nominato Conestabile nel Consiglio Reale di Svezia, e nel 1675 condusse la sua ultima sfortunata campagna, contro il Brandeburgo; le operazioni furono condizionate dalla sua cattiva salute e alla sconfitta subita dal suo fratellastro, barone Waldemar Wrangel, nella battaglia di Fehrbellin. Carl Gustaf morì a Rügen, nella Pomerania svedese, il 5 luglio 1676.